# Калабрийские землетрясения (1783)
Калабрийские землетрясения (итал. Terremoto della Calabria meridionale del 1783 или итал. terremoto di Reggio e Messina del 1783) — серия землетрясений в начале 1783 года на территории Калабрии.

## Серия землетрясений
Землетрясения 1783 года в Калабрии произошли 5, 6, 7 февраля, 1 и 28 марта магнитудой соответственно 7,1 — 6,0 — 6,7 — 6,0 — 7,0. Эпицентры располагались на территории Калабрии, за исключением толчков 6 февраля, когда эпицентр находился в Мессинском проливе около коммуны Шилла.

### 5 февраля
5 февраля произошло первое землетрясение (эпицентр около Оппидо-Мамертина), магнитуда которого оценивается в 7,0, затронуло большую территорию Южной Италии, особенно Калабрию и восточную часть Сицилии. 180 поселений были почти полностью разрушены, число жертв оценивается 20-25 тыс. человек. Цунами обрушилось на побережье по обе стороны Мессинского пролива, разрушив стены гавани в Мессине. Также землетрясение привело к многочисленным жертвам и разрушениям в городе. Средневековый собор Дуомо-ди-Мессина был сильно повреждён, а большинство зданий превратились в руины. Крупные оползни вызвали значительные разрушения в Терранове и Молокьо. По свидетельству очевидцев, толчки были настолько сильны, что сбивали людей с ног.

### 6 февраля
6 февраля эпицентр землетрясения магнитудой 6,2 находился в Мессинском проливе около Шиллы. Толчки были слабее, но большинство людей после вчерашнего события находились на побережье и пострадали от цунами. Погибло около 1500 человек, преимущественно на Сицилии. Предполагается, что это землетрясение также привело к разлому побережья у Шиллы, изменив береговую линию.

### 7 февраля
Это событие произошло примерно в полдень в 40 км к северо-востоку от места первого толчка 5 февраля. Серьёзные разрушения распространились в горах Серре-Калабрези, сравняв с землёй многие деревни. Предполагается, что землетрясение привело к разрыву южной части разлома Серры, ограничив бассейн реки Мезима.

### Март
Землетрясения 1 и 28 марта магнитудой соответственно 6,0 и 7,0 произошли севернее, в районе перешейка Катандзаро. Толчки 1 марта были наиболее слабые в серии и нанесли сравнительно небольшой ущерб. Тем не менее, они привели к разрыву северной части разлома Серры.
Заключительное землетрясение 28 марта произошло в районе Джирифалько. По силе оно было примерно равно первому. Землетрясение длилось около десяти секунд, в результате чего многие деревни были разрушены, а сотни людей погибли, как от разрушений, так и от оползней. Очевидцы отмечали песчаные вулканы, особенно на берегах реки в Амато.

## Последствия
Это была самая крупная катастрофа Южной Италии в XVIII веке. Помимо огромного ущерба, вызванного разрушением городов Реджо и Мессина от толчков и цунами, землетрясение имело долгосрочные последствия на политическом и экономическом уровнях — был создан фонд для ликвидации последствий землетрясений (La Cassa sacra), также было принято первое в Европе антисейсмическое регулирование.
Количество пострадавших оценивается в 30-60 тысяч. Наибольшее число погибших было в городах Реджо и Мессина на Сицилии.

## Галерея

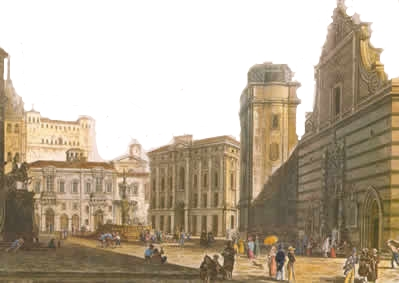
Разрушения Мессинского собора
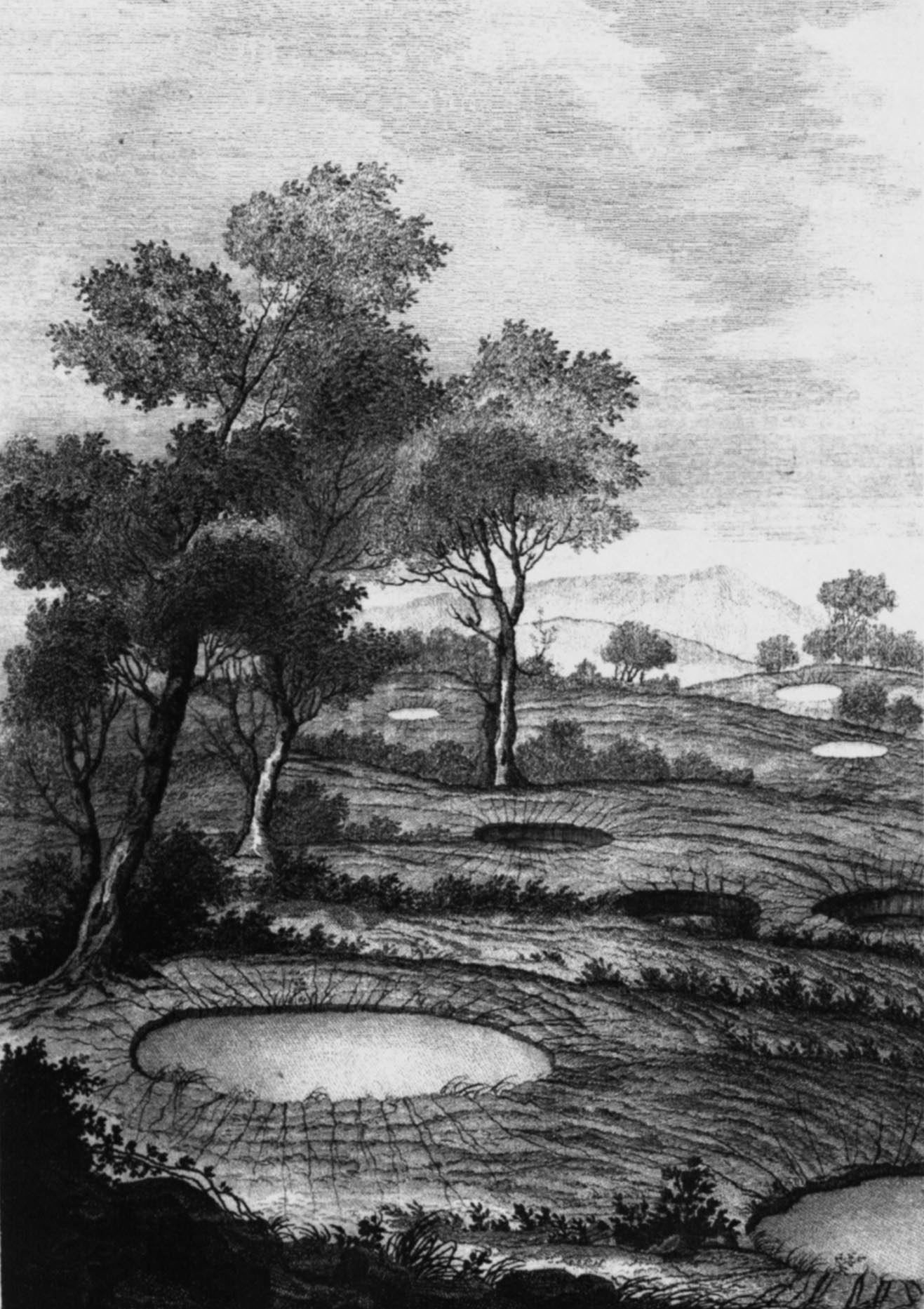
Кратеры в Розарно
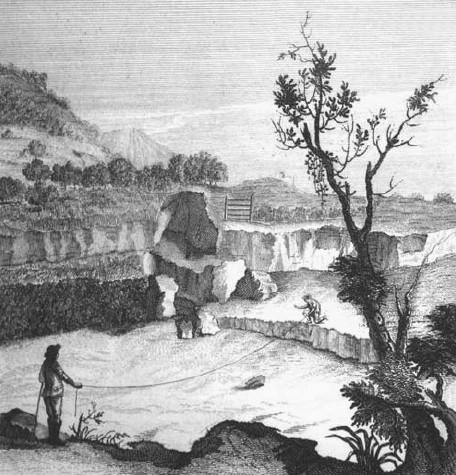
Последствия землетрясения в Читтанова